# Trattato sul confine tedesco-polacco
Il trattato sul confine tedesco-polacco del 1990 risolse definitivamente la questione sul confine tedesco-polacco, che in termini di diritto internazionale era in sospeso sin dal 1945. Fu firmato dai ministri degli esteri di Polonia e Germania, Krzysztof Skubiszewski e Hans-Dietrich Genscher, il 14 novembre 1990, ratificato dal Sejm polacco il 26 novembre 1990 e dal Bundestag tedesco il 16 dicembre 1991, ed entrò in vigore con lo scambio di strumenti di ratifica il 16 gennaio 1992.
Il titolo completo del trattato è il seguente: "Treaty between the Federal Republic of Germany and the Republic of Poland on the confirmation of the frontier between them, 14 November 1990", in tedesco e in polacco: (Vertrag zwischen der Bundesrepublik Deutschland und der Republik Polen über die Bestätigung der zwischen ihnen bestehenden Grenze in tedesco, e Traktat między Rzecząpospolitą Polską a Republiką Federalną Niemiec o potwierdzeniu istniejącej między nimi granicy, l'ordine degli Stati è invertito nel nome polacco).

## Contesto storico
Negli accordi di Potsdam del 1945, gli alleati della seconda guerra mondiale  definirono la linea Oder-Neisse come la linea di demarcazione fra la zona di occupazione sovietica in Germania e la Polonia, in attesa di una determinazione finale della frontiera occidentale della Polonia, rimandata a un successivo accordo di pace. Il trattato di Zgorzelec del 1950 fra Germania Est e la Repubblica Popolare Polacca confermò questo confine finale. La Germania Ovest, che si riteneva l'unico successore legale del Reich tedesco e non riconosceva la Germania Est, insistette affinché il regolamento definitivo sul confine polacco-tedesco fosse accettato solamente in seguito a una futura riunificazione tedesca. In realtà, la Germania Ovest, per motivi pratici, accettò il confine Oder-Neisse nel trattato di Varsavia del 1970, ma con il cavillo legale che solamente un futuro trattato di pace avrebbe formalmente regolato la questione rimasta in vigore.
Con la riunificazione tedesca finalmente a portata di mano nel 1990, gli alleati della seconda guerra mondiale diedero piena sovranità alla Germania, condizionandola al riconoscimento finale del confine Oder-Neisse, come stipulato dall'articolo 1.2 del trattato sullo stato finale della Germania. La firma del trattato fra Germania e Polonia riconobbe la linea Oder-Neisse ai sensi del diritto internazionale e fu inoltre uno dei termini del trattato di unificazione firmato tra le due Germanie, e che entrò in vigore il 3 ottobre 1990. Anche la Polonia volle questo trattato per mettere fine alle ambiguità relative al confine sin dal 1945.
L'accordo è stato completato dal trattato di buon vicinato e cooperazione amichevole, firmato tra Polonia e Germania il 17 giugno 1991.